# Jasiona (gromada)
Jasiona – dawna gromada, czyli najmniejsza jednostka podziału terytorialnego Polskiej Rzeczypospolitej Ludowej w latach 1954–1972.
Gromady, z gromadzkimi radami narodowymi (GRN) jako organami władzy najniższego stopnia na wsi, funkcjonowały od reformy reorganizującej administrację wiejską przeprowadzonej jesienią 1954 do momentu ich zniesienia z dniem 1 stycznia 1973, tym samym wypierając organizację gminną w latach 1954–1972.
Gromadę Jasiona z siedzibą GRN w Jasionie utworzono – jako jedną z 8759 gromad na obszarze Polski – w powiecie strzeleckim w woj. opolskim, na mocy uchwały nr VII/30/54 WRN w Opolu z dnia 4 października 1954. W skład jednostki weszły obszary dotychczasowych gromad Jasiona, Dąbrówka i Zakrzów (bez osady robotniczej Zakładów Wapiennych, włączonej do gromady Gogolin) ze zniesionej gminy Gogolin II oraz Oleszka i Żyrowa ze zniesionej gminy Góra św. Anny w tymże powiecie. Dla gromady ustalono 22 członków gromadzkiej rady narodowej.
1 stycznia 1956 gromada weszła w skład nowo utworzonego powiatu krapkowickiego w tymże województwie.
30 czerwca 1963 z gromady Jasiona wyłączono serię parcel z obrębu katastralnego Żyrowa o powierzchni 155,9955 ha, włączając ją do gromady Góra św. Anny w powiecie strzeleckim w tymże województwie.
Gromada przetrwała do końca 1972 roku, czyli do kolejnej reformy gminnej.